# غراميات الحاج المختار الصولدي (فلم)
غراميات الحاج المختار الصولدي فيلم مغربي من إنتاج سنة 2001 للمخرج مصطفى الدرقاوي، وبطولة البشير السكيرج ورشيد الوالي وسهام أسيف ورفيق بوبكر.
الفيلم لقي نجاحا في شباك التذاكر، وتم عرضه في التليفزيون المغربي.

## القصة
يدور الفيلم في طابع كوميدي يناقش فيه بسخرية العديد من القضايا المنتشرة في المجتمع المغربي، بقصة الحاج الصولدي المرشح للانتخابات بمدينة الدار البيضاء، الذي تعتبر شخصيته رمزا للأموال الغير شرعية والفساد الأخلاقي، حيث تتوزع حياته بين الحانات والملاهي الليلية وممارسة الدعارة. في حين نجد ضابط الشرطة عادل والجميلة أسماء اللذان يرتبطا بحياة الصولدي ويحاولان التخلص منه ومن فساده بحيث ينجحان في الأخير في ذلك.

## جوائز وتشريفات
عُرض الفيلم للمرة الأولى في المهرجان الخامس للسينما المغربية الذي انعقد بمراكش مابين 27 يناير وفبراير 2001، وحصد ثلاث جوائزهناك، هي جائزة الإخراج وجائزة التصوير وجائزة أفضل ممثل.

## روابط خارجية
- غراميات الحاج المختار الصولدي على موقع africultures